# Nature Physics
Nature Physics, è una rivista scientifica a pubblicazione mensile con revisione paritaria edita da Nature Publishing Group e pubblicata per la prima volta nell'ottobre 2005.
L'editore capo è Andrea Taroni.
I formati di pubblicazioni prevedono: lettere, articoli, recensioni, notizie, focus sulla ricerca, commentari, recensione di libri, e corrispondenza.